# Grant Fisher
Grant Fisher, född 22 april 1997, är en amerikansk friidrottare som främst tävlar i långdistanslöpning.

## Karriär
Fisher har vunnit de amerikanska mästerskapen vid tre tillfällen. Vid OS 2020 tog han sig till final på både 10 000 meter och 5 000 meter och slutade på en femte respektive nionde plats. Vid VM 2022 slutade han på en fjärde respektive sjätte plats på samma distanser. Vid OS 2024 tog han brons på 5 000 meter och 10 000 meter.
Fisher satte nytt inomhusvärldsrekord på 3 000 meter i Armory Track & Field Center i New York den 8 februari 2025 med tiden 7.22,91.